# Maison de Dušan Lazić
La maison de Dušan Lazić (en serbe cyrillique : Кућа Душана Лазића ; en serbe latin : Kuća Dušana Lazića) est située à Belgrade, la capitale de la Serbie, dans la municipalité urbaine de Savski venac. Construite en 1932 pour le riche marchand Dušan Lazić, elle est inscrite sur la liste des biens culturels de la ville de Belgrade.

## Présentation
La maison de Dušan Lazić, située 47 Bulevar kneza Aleksandra Karađorđevića, a été construite en 1932 dans un style moderne par l'architecte Dragiša Brašovan. Elle est entourée d'un grand jardin. La villa se présente sous un aspect compact et symétrique. Elle possède une base à demi enterrée, un rez-de-chaussée et un étage ; conformément à la répartition fonctionnelle des maisons traditionnelles, les zones de service, les espaces de réception et les espaces privés sont séparés.
La structure extérieure est constituée de formes cubiques de différentes hauteurs, combinant les zones horizontales et les zones verticales. L'entrée principale est décalée sur la gauche, tandis que l'escalier d'accès se trouve dans l'axe central de la façade. La façade donnant sur la rue possède trois grandes fenêtres rondes moulurées ; le rez-de-chaussée est orné de formes carrées et de colonnes massives situées devant l'entrée.
En plus de sa valeur architecturale particulière, la maison est caractéristiques des demeures de luxe construites dans le quartier de Dedinje pendant l'entre-deux-guerres.
Actuellement, la maison sert de résidence à l'ambassadeur du Zaïre à Belgrade.